# Lactobacillus vitulinus
Lactobacillus vitulinus è una specie di batterio appartenente alla famiglia delle Lactobacillaceae.